# Ludwig Forrer

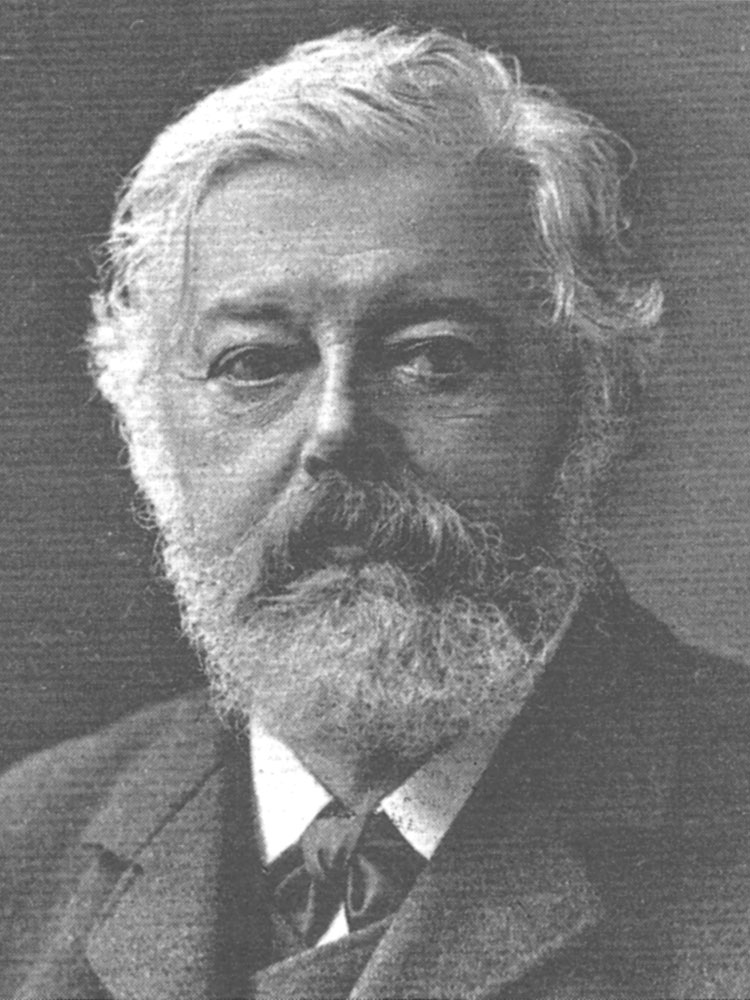
Ludwig Forrer (1895)

Johann Ludwig Forrer (* 9. Februar 1845 in Islikon; † 28. September 1921 in Bern; heimatberechtigt in Bäretswil und Winterthur; überwiegend Ludwig Forrer genannt) war ein Schweizer Politiker (FDP). Von 1870 bis 1900 gehörte er dem Kantonsrat des Kantons Zürich an, von 1875 bis 1900 war er (mit einer Unterbrechung) Mitglied des Nationalrates. Nachdem ein wesentlich von ihm geprägtes Unfall- und Krankenversicherungsgesetz, die «Lex Forrer», in einer nationalen Volksabstimmung gescheitert war, zog er sich vorübergehend aus der Politik zurück. Im Dezember 1902 folgte Forrers Wahl in den Bundesrat. Seine 14 Jahre dauernde Amtszeit war von mehreren Departementswechseln geprägt: Bis zu seinem Rücktritt Ende 1917 stand er sechs verschiedenen Departementen vor, zweimal war er Bundespräsident. Gegen grossen Widerstand setzte er 1913 die Ratifizierung des umstrittenen Gotthardvertrags durch.

## Biografie

### Studium und Beruf
Forrers Vater, der ebenfalls Ludwig hiess, war Inhaber einer mechanischen Werkstätte in Islikon im Kanton Thurgau. Mit dessen Tod wurde er im Alter von fünf Jahren Halbwaise. Seine Mutter musste daraufhin für ihn und seine drei Geschwister alleine in sehr bescheidenen Verhältnissen sorgen. Forrer besuchte die Sekundarschule in Rickenbach und anschliessend die Kantonsschule Frauenfeld. Dort gehörte er im November 1862 zu den Mitbegründern der Schülerverbindung Thurgovia. Ab 1863 studierte er Rechtswissenschaft an der Universität Zürich, als Student war er Mitglied der Zofingia. Forrer unterbrach 1867 sein Studium und arbeitete bei der Kantonspolizei Zürich als Polizeileutnant. Nachdem er seinen Abschluss nachgeholt hatte, war er ab 1870 als Staatsanwalt tätig. Ab 1873 führte er in Winterthur ein eigenes Advokaturbüro. 1891 verteidigte er mit Erfolg die liberalen Tessiner Revolutionäre, die ein Jahr zuvor im Tessiner Putsch die konservative Kantonsregierung zu stürzen versucht hatten. Forrer war mit Johanna Regula Dändliker verheiratet, mit ihr hatte er fünf Töchter und einen Sohn. Seine Tochter Elsa heiratete den Schriftsteller Jakob Bosshart.

### Kantonale und nationale Politik
1867 schloss sich Forrer der demokratischen Bewegung an und etablierte sich bald zu einem der Meinungsführer der École de Winterthour, die sich für den Ausbau der Volksrechte und staatliche Interventionen im sozialen Bereich einsetzte. 1868/69 gehörte er als 1. Sekretär dem Verfassungsrat an, der für den Kanton Zürich eine neue Verfassung ausarbeitete, mit der zahlreiche Forderungen der Demokraten umgesetzt werden konnten. 1870 wurde er in den Kantonsrat gewählt, dem er 30 Jahre lang angehörte. Er war einer der einflussreichsten Mitglieder der Demokraten und präsidierte den Rat viermal in den Jahren 1875, 1879, 1884 und 1898/99. Aufgrund seines Einsatzes für den demokratischen und sozialen Ausbau des Staatswesens erhielt er den Spitznamen «Löwe von Winterthur».
Forrer kandidierte mit Erfolg bei den Parlamentswahlen 1875 und vertrat den Wahlkreis Zürich-Nord im Nationalrat. Drei Jahre später verzichtete er auf eine Kandidatur, liess sich aber 1881 im Wahlkreis Zürich-Ost erneut wählen. 1887 reichte er eine Motion ein, die eine Vereinheitlichung des Schweizer Strafrechts verlangte – eine Forderung, die erst 1942 mit dem Inkrafttreten des Strafgesetzbuches gänzlich verwirklicht werden sollte. 1893 amtierte er als Nationalratspräsident. 1894 gehörte Forrer zu den Gründungsmitgliedern der FDP, die sich aus Radikalliberalen und Demokraten zusammensetzte. Zwar befürwortete er weiterhin den Ausbau der Volksrechte (beispielsweise die Wahl des Bundesrates durch das Volk), lehnte aber das Proporzwahlrecht entschieden ab.
In den 1890er Jahren widmete sich Forrer intensiv der Realisierung einer Kranken- und Unfallversicherung nach deutschem Vorbild. Das von ihm vorgeschlagene Modell hätte eine staatliche Unfallversicherungsanstalt, öffentliche Krankenkassen und private Krankenversicherungen, das Versicherungsobligatorium für unselbständig Erwerbende sowie garantierte Heilungskosten und Erwerbsersatz festgeschrieben. Gegen die «Lex Forrer» formierte sich Widerstand in der Romandie und bei katholischen Sozialpolitikern, die ein Referendum zustande brachten. Die Volksabstimmung am 20. Mai 1900 endete mit einer empfindlichen Niederlage: Nur 30,2 % der Abstimmenden und ein einziger Kanton nahmen das Bundesgesetz an. Einzig die unbestrittenen Artikel zur Militärversicherung wurden zwei Jahre später in Kraft gesetzt. Forrer war dermassen enttäuscht, dass er alle seine politischen Ämter niederlegte. Der Bundesrat wählte ihn zum Direktor des Zentralamtes für internationalen Eisenbahntransport in Bern. Ansonsten führte er ein zurückgezogenes Privatleben.
Nach dem unerwarteten Tod von Bundesrat Walter Hauser am 22. Oktober 1902 forderten zahlreiche Parteifreunde Forrer auf, sich für eine Kandidatur zur Verfügung zu stellen. So schrieb ihm sein Freund Eduard Müller: «Auf dem internationalen Amt wirst Du […] versauern. Eine Kampfnatur wie Du gehört in den Kampf.» Schliesslich erklärte er sich nach wochenlangem Zögern dazu bereit. Bei der Bundesratswahl am 11. Dezember 1902 erhielt er im ersten Wahlgang 113 von 199 gültigen Stimmen und war damit gewählt; auf die Ständeräte Eduard Blumer (Glarus) und Paul Emil Usteri (Zürich) entfielen 70 bzw. 10 Stimmen.

### Bundesrat
Forrer, der über keinerlei Verwaltungserfahrung auf Kantons- oder Gemeindestufe verfügte, trat sein Amt am 1. Januar 1903 an. In den folgenden 14 Jahren stand er allen Departementen vor, mit Ausnahme des Finanzdepartements. Er übernahm zunächst das Handels-, Industrie- und Landwirtschaftsdepartement, in dem er sich hauptsächlich mit der Erneuerung von Handelsverträgen befasste. 1904/05 leitete er das Departement des Innern, wobei er den Ausbau und die Reorganisation des Eidgenössischen Polytechnikums entscheidend mitprägte. Unter seiner Leitung wurde 1905 die Schweizerische Schillerstiftung gegründet. 1906 amtierte Forrer erstmals als Bundespräsident, was damals automatisch mit der Leitung des Politischen Departements für ein Jahr verbunden war. Der Aussenpolitik mass er keine besondere Bedeutung zu, diplomatische Anlässe langweilten ihn. Höhepunkt dieses Präsidialjahres war die Eröffnung des Simplontunnels. 1907 wechselte Forrer für ein Jahr zum Militärdepartement, 1908 für jeweils einige Monate zum Post- und Eisenbahndepartement und anschliessend zum Justiz- und Polizeidepartement.
Erst als Forrer im August 1908 das Post- und Eisenbahndepartement zum zweiten Mal übernahm, konnte er beginnen, Akzente zu setzen. Seine Tätigkeit war geprägt von zahlreichen technischen Herausforderungen. Dazu gehörten der Bau einer zweiten Tunnelröhre am Simplon und neuer Zufahrtsstrecken, die Reorganisation der Schweizerischen Bundesbahnen (SBB) und die Elektrifizierung ihres Streckennetzes sowie die Frage einer möglichen neuen Alpentransitstrecke über die Splügenroute. Wichtigstes Geschäft waren jedoch die Verhandlungen über den umstrittenen Gotthardvertrag: Das Deutsche Reich und Italien hatten sich in den 1870er Jahren finanziell am Bau der Gotthardbahn beteiligt. Forrer plante den Rückkauf der Gotthardbahn und deren Integration in die SBB. Als Ausgleich für den Verzicht auf eine Kapital- und Betriebsgewinnbeteiligung sollten die beiden Nachbarstaaten Tarifvergünstigungen erhalten, die der Gewährung der Meistbegünstigungsklausel auf den Transit-Eisenbahnstrecken gleichkamen. Die Vertragsunterzeichnung löste eine breite Protestbewegung aus. Forrer musste sich zahlreiche Schmähungen gefallen lassen und wurde von politischen Gegenspielern sogar des Landesverrats bezichtigt.
1912 war Forrer zum zweiten Mal Bundespräsident und Aussenminister. Am 4. Februar wurde in einer Volksabstimmung ein revidiertes Kranken- und Unfallversicherungsgesetz angenommen, das gegenüber der Vorlage von 1900 markante Änderungen aufwies. Vorgesehen war nur noch eine obligatorische und zentral verwaltete Unfallversicherung, während man auf eine obligatorische Krankenversicherung verzichtete. Forrer war zwar nicht federführend an der Ausarbeitung des Gesetzes beteiligt gewesen, engagierte sich aber stark in der Kampagne. Die Zustimmung zum Gesetz fiel mit 54,6 % relativ knapp aus, wobei es zwischen den einzelnen Kantonen beträchtliche Unterschiede gab. Höhepunkt des Amtsjahres war im September der Staatsbesuch des deutschen Kaisers Wilhelm II. in der Schweiz (im Rahmen des Kaisermanövers). Dabei legte Forrer grossen Wert darauf, die Gleichberechtigung des demokratischen Kleinstaates gegenüber dem mächtigen Kaiser klar zum Ausdruck zu bringen.
Forrer kehrte 1913 an die Spitze des Eisenbahndepartements zurück. Die Ratifizierung des Gotthardvertrags im April dieses Jahres oblag seinem Kollegen Edmund Schulthess. Der Widerstand ausserhalb des Parlaments war weiterhin gross, doch das Volk konnte sich damals bei Staatsverträgen nur mit Petitionen Gehör verschaffen. Ein Komitee lancierte eine Volksinitiative zur Einführung des fakultativen Referendums für Staatsverträge. Die Initiative, über die erst neun Jahre später abgestimmt werden konnte, wurde deutlich angenommen. Seit dem Gotthardvertrag und dem Kaiserbesuch galt Forrer in linken Kreisen und in der Romandie fälschlicherweise als ausgesprochen deutschfreundlich, obwohl er als überzeugter Demokrat keine Sympathien für Monarchien hatte. Während des Ersten Weltkriegs hatte das Post- und Eisenbahnwesen mit gravierenden organisatorischen und finanziellen Problemen zu kämpfen. Aufgrund mangelnder Kohlenimporte musste der Bahnverkehr eingeschränkt werden und die Elektrifizierung des Streckennetzes verzögerte sich auf unbestimmte Zeit.

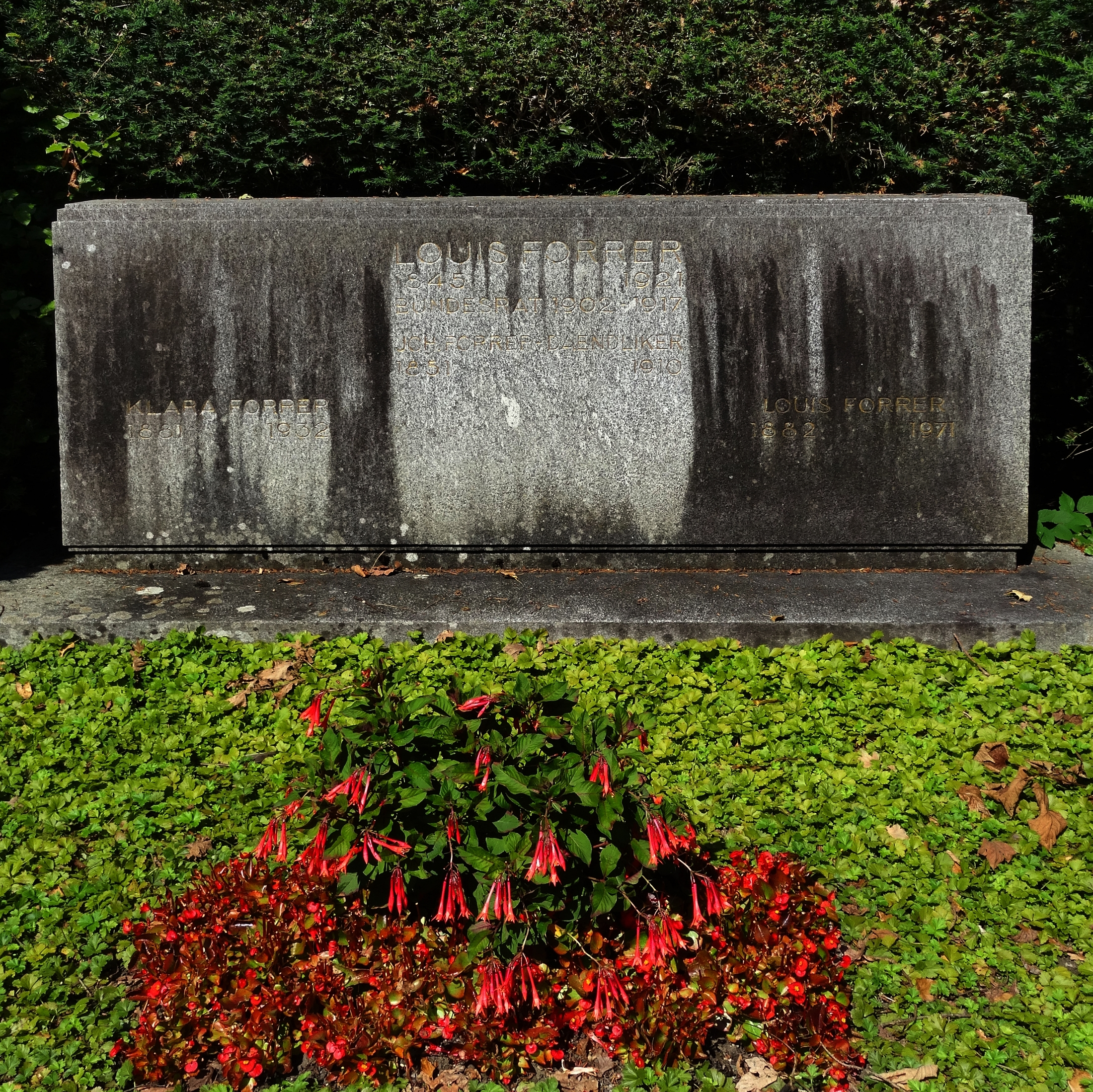
Grab, Friedhof Rosenberg in Winterthur.

### Letzte Jahre
Forrer wollte Ende 1917 erneut als Bundesrat kandidieren, hatte aber vor, nur bis Kriegsende im Amt zu verbleiben. Der unerwartete Rücktritt von Arthur Hoffmann im Juni 1917 durchkreuzte dieses Pläne. Turnusgemäss hätte er 1918 das Amt des Vizepräsidenten übernehmen sollen, das aber Gustave Ador für sich beanspruchte. Forrer war nicht ohne Weiteres dazu bereit, war aber aufgrund fehlender Pensionsansprüche auf eine angemessene Stellung nach seiner Amtszeit angewiesen. Er bat darum seinen einstigen Zofingia-Kameraden, ihn bei der nächsten Vakanz im Zentralamt für internationalen Eisenbahnverkehr zu berücksichtigen. Ador stimmte zu, woraufhin Forrer per 31. Dezember 1917 zurücktrat. Er übernahm wieder das Amt des Direktors, das er bereits von 1900 bis 1902 innegehabt hatte. In der Folge hielt sich Forrer weitgehend aus der Politik heraus. 1920 gehörte er zu den Gründern der «Genossenschaft zur Herausgabe der Schweizerischen Monatshefte für Politik und Kultur».
Am 28. September 1921 verstarb er im Alter von 76 Jahren in Bern. Seine letzte Ruhestätte befindet sich auf dem Friedhof Rosenberg in Winterthur.